# Catya Maré

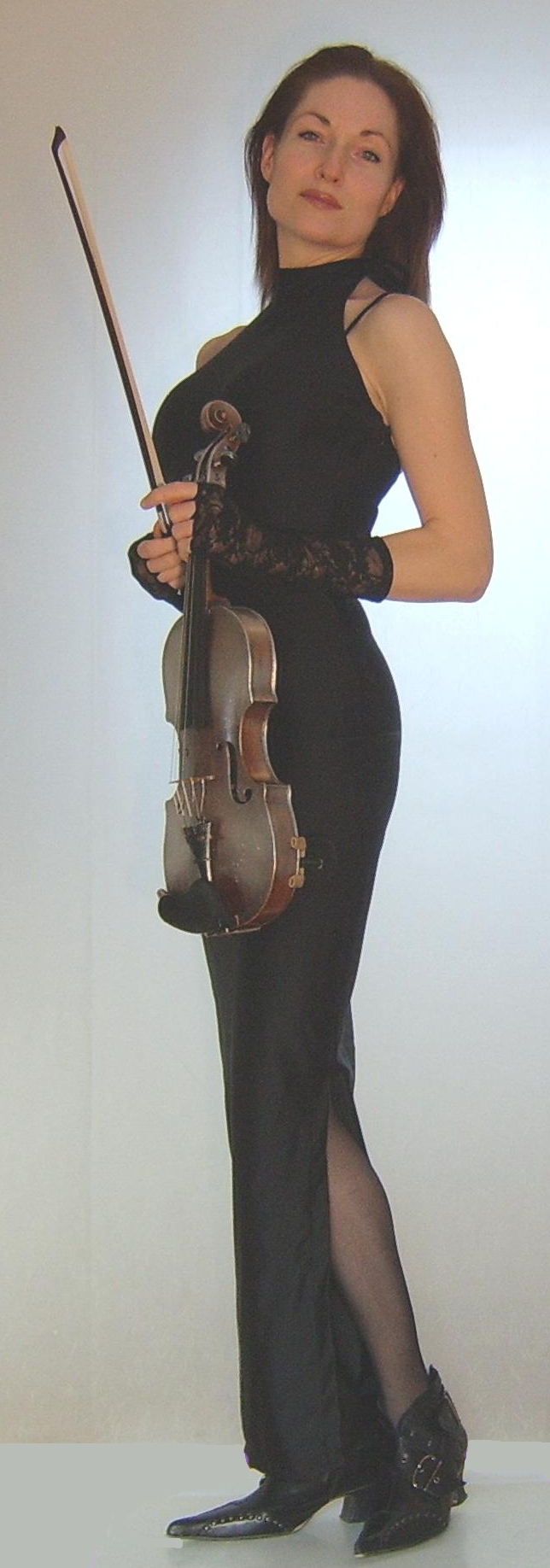
Catya Maré (2007)

Catya Maré (* in Neuss) ist eine deutsche Komponistin, Musikproduzentin, klassische Crossover-Geigerin, bildende Künstlerin und Schriftstellerin, die in Kalifornien lebt. 

## Leben
Maré wurde als Tochter klassischer Musiker geboren. Sie tritt seit früher Kindheit als Geigerin auf. Hierbei trat sie unter anderem in der Nationalgalerie Berlin, dem Kunsthaus Zürich und den Kunsthallen Brandts auf. 2006 begann sie selbst zu komponieren und zu produzieren. 2008 wurde sie für den Hollywood Music Award nominiert und im Februar 2009 gewann sie den Billboard World Songwriting Contest. Im November 2009 gewann sie den Hollywood Music in Media Award und im Dezember 2010 den USA Songwriting Competition. 2012, 2013 und 2014 wurde sie abermals für den Hollywood Music in Media Award nominiert.